# Karl Humenberger
Karl Humenberger est un joueur et entraîneur de football autrichien né le 25 octobre 1906 dans le quartier de Floridsdorf à Vienne. Il est décédé des suites d'une courte maladie le 28 décembre 1989.
En 2007, une rue de son quartier de naissance, Floridsdorf à Vienne est renommée en son honneur Karl-Humenberger-Gasse.

## Carrière de joueur
Comme son frère, le joueur international autrichien Ferdinand Humenberger, Karl commence sa carrière de footballeur au Floridsdorfer AC. Il débute en équipe première à l'automne 1926. Après le départ de Leopold Drucker, Karl Humenberger prend sa position au milieu du terrain de l'équipe. Le club occupe une place en milieu de tableau en championnat et atteint les demi-finales de la Coupe d'Autriche de football.
En avril 1928, il joue son premier match international avec l'équipe d'Autriche de football aux côtés de Josef Chloupek. Ce match, qui se solde par une défaite contre la Tchécoslovaquie 1-0 à Vienne, est également son dernier match international en équipe d'Autriche A. Par la suite il porte à plusieurs reprises le maillot de la sélection viennoise ou de l'équipe B autrichienne.
Il rejoint le club rival du SK Admira Wien lors de la saison 1930-1931. Fin 1931, il quitte l'Autriche et s'engage avec Chloupek au FC Zurich en Suisse. Il retourne après une saison à l'Admira Wien puis repart pour l'étranger en 1936. Il accepte une offre du Racing Club de Strasbourg où il retrouve son compatriote Josef Blum comme entraîneur. Après une finale de Coupe de France en 1937 et deux saisons terminées dans le premier tiers du championnat, Karl Humenberger dispute la saison 1938-1939 sous le maillot de l'AS Saint-Étienne.

## Carrière d'entraîneur
Après la Seconde Guerre mondiale, Karl Humenberger commence à entraîner en Autriche. En 1946, il dirige le SV Rapid Lienz, puis différents clubs SV Hitiag Neuda, Polizei SV Innsbruck, SC Columbia Floridsdorf et Newag Eisenstadt. En 1952, il remporte la « Landesliga » (Division 4) de Basse-Autriche avec le SC Ortmann. Pour la saison 1952-1953, il signe en Belgique à l'Olympic de Charleroi, mais il est remercié après quelques mois en raison des résultats insuffisants.
En 1954, Humenberger s'engage avec l'Ajax Amsterdam où il reste cinq saisons, remportant le titre national en 1957. Il retourne ensuite une saison dans son pays natal pour diriger le SV Austria Salzbourg. En 1960-1961, il repat aux Pays-Bas au FC Dordrecht. De 1961 à 1964, il est aux commandes du club belge de l'Antwerp.

## Palmarès

### Comme joueur
- 1x finaliste de la Mitropacup: 1934
- 2x champion d'Autriche: 1934, 1936
- 1x Coupe d'Autriche: 1934
- 1x finaliste de la Coupe de France: 1937

- 1x International A pour l'Autriche: 1928

### comme entraîneur
- 1x Champion des Pays-Bas: 1957
- 1x Vice champion de Belgique: 1963